# Crölpa
Crölpa und Löbschütz sind eng beieinander liegende Ortschaften des Ortsteils Crölpa-Löbschütz der Stadt Naumburg (Saale) im Burgenlandkreis in Sachsen-Anhalt.

## Lage
Crölpa und Lobschütz befinden sich über den Saalehängen bei Saaleck (Naumburg),
der Rudelsburg und Bad Kösen. Am Rande der Hochfläche beginnt dann schon das überlösste Hügelland aus dem Zeitzer, Schmöllner und Altenburger Raum. Die Verkehrsanbindung erfolgt über die östlich vorbeiführende Bundesstraße 88.

## Geschichte
Am 10. September 1046 wurde das Dorf Crölpa erstmals urkundlich genannt. Der landwirtschaftlich geprägte Ort hatte seinen Gerichtsstand einst auf der Rudelsburg, er gehörte jedoch hoheitsrechtlich zum wettinischen Amt Camburg, welches aufgrund mehrerer Teilungen im Lauf seines Bestehens unter der Hoheit verschiedener Ernestinischer Herzogtümer stand. 1826 kam der Ort als Teil der Exklave Camburg vom Herzogtum Sachsen-Gotha-Altenburg zum Herzogtum Sachsen-Meiningen. Von 1922 bis 1939 gehörten Crölpa und das benachbarte Löbschütz zur Kreisabteilung Camburg, anschließend bis 1948 zum thüringischen Landkreis Stadtroda, danach kurzzeitig zum Landkreis Jena. Am 25. Juli 1952 wurde Crölpa-Löbschütz in Folge der Gebietsreform in der DDR Teil des neugebildeten Kreises Naumburg im Bezirk Halle, wodurch seine Zugehörigkeit zu Thüringen endete.
Am 1. Januar 2010 wurde die Ortschaft in die Stadt Naumburg eingemeindet. 2011 lebten 158 Personen im Dorf.